# Rainbow (ROUND TABLE featuring Ninoの曲)
「Rainbow」（レインボー）は、ROUND TABLE feat. Ninoの5枚目のシングル。2005年10月21日にFlyingDogから発売された。

## 概要
前作「Groovin' Magic」から約8ヶ月ぶりのリリース。表題曲「Rainbow」とカップリングの「Just For You」はそれぞれテレビアニメ『ARIA The ANIMATION』のエンディングテーマとしてと挿入歌として使用され、前者は牧歌的で穏やかな旋律が特徴的である。

## 収録曲
（全作曲：北川勝利）
1. Rainbow [3:47]
作詞：北川勝利、編曲：ROUND TABLE、桜井康史
2. Just For You [3:46]
作詞：伊藤利恵子、編曲：ROUND TABLE・桜井康史・宮川弾
テレビアニメ『ARIA The ANIMATION』挿入歌
3. Rainbow（Instrumental）
4. Just For You（Instrumental）

## 収録アルバム
| 曲名         | 収録アルバム | 発売日        | 備考                  |
| ------------ | ------------ | ------------- | --------------------- |
| Rainbow      | 『Nino』     | 2006年8月30日 | 2ndオリジナルアルバム |
| Just For You | 『Nino』     | 2006年8月30日 | 2ndオリジナルアルバム |